# エドワード・ローリー・タータム
エドワード・ローリー・タータム（Edward Lawrie Tatum、1909年12月14日 - 1975年11月5日）は、アメリカ合衆国の遺伝学者。代謝過程に対する遺伝子による調節に関して研究し、ジョージ・ウェルズ・ビードルとともに1958年度のノーベル生理学・医学賞を受賞した。同年にはジョシュア・レダーバーグも受賞している。

## 実績
ビードルとタータムの実験では、アカパンカビ（Neurospora crassa）にX線を照射し、突然変異を起こさせた。突然変異体は代謝系路上の特定の酵素が変異していた。1941年の実験で遺伝子と酵素反応は直接関連していることが分かって、｢一遺伝子一酵素説｣として知られるようになった。
タータムは微生物の遺伝子の研究を始め、大腸菌のトリプトファン生合成の研究を行った。後にタータムと学生のジョシュア・レーダーバーグは、大腸菌が接合を通じて遺伝情報を交換することを示した。
タータムはコロラド州ボルダーで生まれ、シカゴ大学に通った。1934年にはウィスコンシン大学から生化学の博士号を取得し、1937年よりスタンフォード大学でビードルらと働き始めた。その後1945年にイェール大学に移り、レーダーバーグらを指導した。1948年にスタンフォード大学に戻り、1957年にはロックフェラー研究所に移った。1953年レムセン賞受賞。
彼はヘビースモーカーで、ニューヨークにて心不全と慢性肺気腫の合併症で亡くなった。